# Курт Кніпфер
Курт Кніпфер (нім. Kurt Knipfer; 7 червня 1892, Альтенбург — 16 липня 1969, Бонн) — німецький інженер, офіцер і чиновник, міністерський директор.

## Біографія
6 березня 1911 року вступив в 32-й піхотний полк. В 1913/15 роках служив в авіації. Учасник Першої світової війни, в 1915/16 роках — співробітник інспекції авіації. 1 жовтня 1919 року вступив в поліцію, служив у прусському Міністерстві внутрішніх справ. 1 липня 1923 року перейшов на цивільну службу. З 16 травня 1925 року служив в прусському Міністерстві торгівлі та комерції, потім у Міністерстві економіки і праці. Одночасно з 23 січня 1926 по 31 березня 1945 року — член контрольної ради «Lufthansa», з 7 липня 1933 по 31 березня 1945 року — голова Ради директорів «Hansa-Luftbild GmbH» (Берлін).
21 березня 1933 року переведений в люфтваффе і призначений директором цивільної служби ППО в Імперському міністерстві авіації, з 1 листопада 1936 року — начальник цивільної служби ППО, з 1 лютого 1939 року — інспектор цивільної ППО. 5 листопада 1944 року переведений в резерв, а 31 березня 1945 року звільнений у відставку. В кінці війни був взятий в полон. В квітні 1949 року звільнений.
В 1949/51 роках — заступник виконавчого директора Об'єднання німецьких аеропортів в Штутгарті. В 1951/57 роках — голова авіаційного відділу Федерального міністерства транспорту. Окрім цього, Кніпфер знову став членом контрольної ради «Люфтганзи».

## Звання
- Фанен-юнкер (6 березня 1911)
- Лейтенант (вересень 1912)
- Оберлейтенант (27 січня 1919)
- Гауптман поліції (1 жовтня 1919)
- Урядовий радник (1 липня 1923)
- Міністерський радник (1 листопада 1927)
- Міністерський директор (1 січня 1941)

## Нагороди
- Залізний хрест 2-го і 1-го класу
- Нагрудний знак військового пілота (Пруссія)
- Хрест «За заслуги у війні» (Саксен-Мейнінген)
- Орден дому Саксен-Ернестіне, лицарський хрест 2-го класу з мечами
- Пам'ятний знак пілота (Пруссія)
- Почесний доктор інженерних наук Вищого технічного училища в Бреслау (31 травня 1929)
- Почесний хрест ветерана війни з мечами
- Медаль «За вислугу років у Вермахті» 4-го і 3-го класу (12 років)
- Почесний знак Німецького Червоного Хреста 1-го класу
- Почесний знак Служби повітряного захисту 1-го ступеня
- Медаль «За вислугу років у НСДАП» в бронзі (10 років)
- Орден «За заслуги перед Федеративною Республікою Німеччина», великий офіцерський хрест